# (298) Baptistina
(298) Baptistina es un asteroide perteneciente al cinturón de asteroides, región del sistema solar que se encuentra entre las órbitas de Marte y Júpiter, más concretamente a la familia de Baptistina, descubierto el 9 de septiembre de 1890 por Auguste Honoré Charlois desde el observatorio de Niza, Francia.

## Características
A pesar de tener características orbitales similares a los miembros de la familia de Flora, Baptistina es un intruso en esa región y forma su propia familia de asteroides. Durante un tiempo se consideró la fuente del impacto que condujo a la extinción de los dinosaurios, pero estudios basados en los datos del WISE rechazaron tal posibilidad al elevar la edad de la familia hasta los 80 millones de años.